# Église Saint-Barthélemy de Paris
Pour les articles homonymes, voir Église Saint-Barthélemy.
L'église Saint-Barthélemy est une ancienne église paroissiale située sur l'île de la Cité à Paris. 

## Situation
L'église se trouvait à l'angle de la rue Saint-Barthélemy (actuellement boulevard du Palais) et de la rue de la Pelleterie. Elle se trouverait, de nos jours, à l'extrémité sud du tribunal de commerce de Paris, le long du boulevard du Palais.

## Historique et description

### Les premières églises

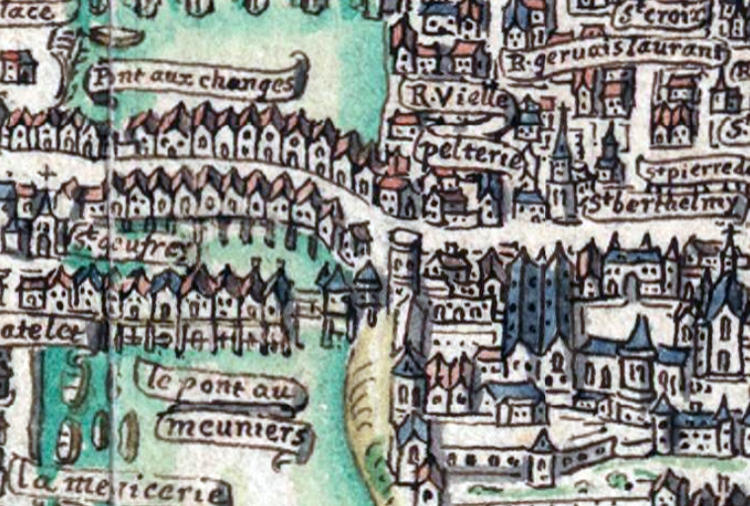
Église Saint-Barthélémy sur le plan dit de la Tapisserie (1540).

Une première chapelle dédiée à l'apôtre Barthélemy existe sur le site au Ve siècle. Vers 965, Hugues Capet la fait agrandir. Cette église adossée à la partie nord de la première enceinte gallo-romaine était l'ancienne chapelle du palais de la Cité et également ensuite celle du monastère de Saint-Magloire dont les religieux s'installent en 1138 sur leur domaine sur la rive droite de la Seine rue Saint-Denis à l'origine de l'église et de la paroisse Saint-Leu-Saint-Gilles.
Elle devient ensuite paroisse royale. Son territoire  comprenait les deux côtés de la rue de la Barillerie et la partie ouest de la rue de la Pelleterie et sa population évaluée d'après les rôles la taille à 2 300 habitants vers 1 300,.
Reliques
Sous la menace des incursions de pirates normands en Bretagne, il fallut mettre à l'abri la châsse des reliques de saint Malo qui fut transportée vers 963-965 à Paris, par les soins de Salvator, évêque breton d'Aleth (Saint-Malo), et de Junanus, abbé de Léhon, d'abord dans l'église Saint Barthélémy de Paris, puis à l'abbaye Saint-Victor de Paris. Une partie fut ensuite transportée et vénérée à l'abbaye Saint-Saulve de Montreuil.

### L'église inachevée du XVIIIe siècle
L'église Saint-Barthélemy de Paris est réaménagée une première fois en 1730 et 1736. En 1772, Louis XVI ordonne qu'elle soit entièrement reconstruite. La Révolution française entraine l'interruption des travaux, un portail classique réalisé par Mathurin Cherpitel étant malgré tout achevé. 
En 1790, l'église Saint-Barthélemy est cependant encore le siège de l'une des 52 paroisses urbaines du diocèse de Paris. Son curé depuis 1778, l'abbé Jacques-Henri Durville, prête le serment constitutionnel avec 10 de ses confrères prêtres  de cette paroisse. 
En février 1791, par une suite de décrets de l'Assemblée Constituante pris sur une proposition de la mairie de Paris, l'église Saint-Barthélemy, comme les neuf autres églises de l'ile de la Cité perd son statut de siège de paroisse au bénéfice de la Cathédrale Notre-Dame de Paris.
La suppression de son siège de paroisse, l'interruption des travaux de rénovation et son nouveau statut de bien national, déclenchent sa vente en 1791 et sa destruction.

### Sa destruction et l'évolution du site

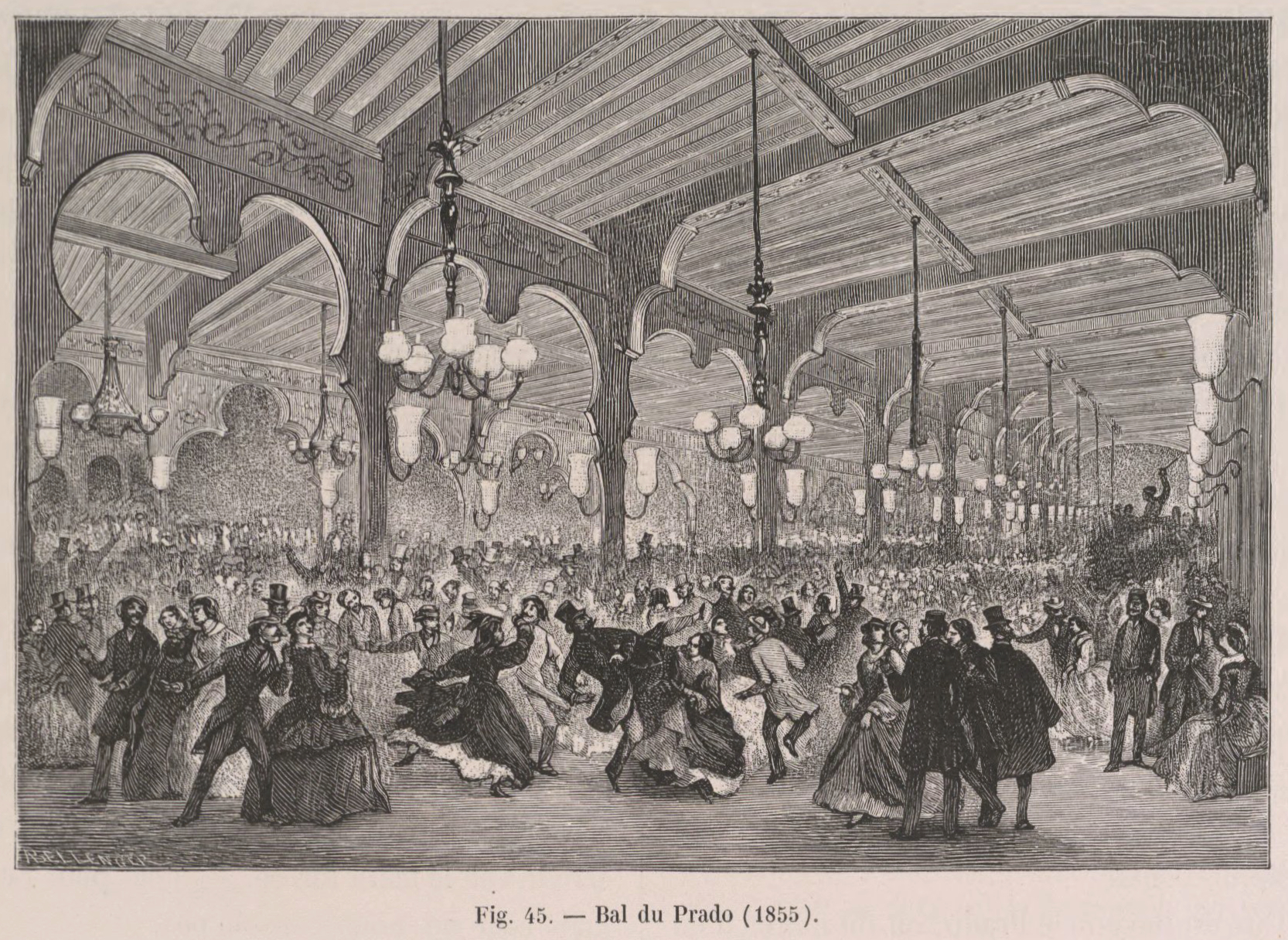
Le bal du Prado en 1855, par Theodor Josef Hubert Hoffbauer.

Après sa démolition, le théâtre de la Cité-Variétés et deux passages couverts (passage de Flore et passage du Prado) sont construits à son emplacement. Le théâtre, supprimé en 1807, se transforme successivement en loge maçonnique, en estaminet et en bal public (le Prado d’hiver). Cet ensemble est détruit, en 1858, pour permettre la construction de l'actuel tribunal de commerce de Paris.

## Événements liés à la paroisse Saint-Paul de Paris

### Mariages et baptêmes
- 1701 : Baptême. Jean-Denis Lempereur (1701-1779), baptisé le 3 avril 1701, né le jeudi précédent, fils de Jean-Denis Lempereur, marchand orfèvre, et d'Elisabeth de Vouge, sa femme, demeurant cour de la Moignon à l'enseigne de « la Bonne Foi »[10]. Jean-Denis fils sera joaillier, échevin et collectionneur d'art de renom. Il hérita de son père l'hôtel de la cour de Lamoignon (aussi rue de Lamoignon, disparue) sur l'actuelle île de la Cité, qu'il orna de tableaux, gouaches, pastels, dessins, estampes et sculptures de grande qualité. En 1775, lors de la célèbre vente Mariette, il fut désigné comme conseiller pour choisir les dessins à acheter pour le cabinet du roi (1300 dessins, aujourd'hui au musée du Louvre)[11]. Son père, également prénommé Jean-Denis et marchand-orfèvre mourut en 1735 (voir ci-dessous).

### Inhumations
- 1735 : Jean-Denis Lempereur, âgé de 66 ans et demi, marchand joaillier, ancien garde de sa communauté, ancien marguiller et ancien commissaire des pauvres, décédé le 10 octobre cour neuve du Palais, inhumé le 11 octobre 1735 en cette église, en présence de Jacques-François Marin, marchand joaillier demeurant place Dauphine[10].